# Coppa del Principe della Corona del Qatar 2009
La Qatar Crown Prince Cup 2009 è la diciassettesima edizione della coppa. A questa edizione prendono parte le migliori quattro squadre della Qatari League 2008-2009.Questa edizione verrà vinta dal Qatar Sports Club che si conquista la sua terza edizione della coppa.

## Squadre partecipanti
- Al-Gharafa: campione della Qatari League 2008-2009
- Al-Sadd:secondi nella Qatari League 2008-2009
- Al-Rayyan:terzi nella Qatari League 2008-2009
- Qatar SC:quarti nella Qatari League 2008-2009

## Tabellone
|  | Semifinali | Semifinali | Semifinali |          |           | Finale    | Finale | Finale |  |
|  |            |            |            |          |           |           |        |        |  |
|  | Al-Sadd    | Al-Sadd    | 0          |          |           |           |        |        |  |
|  | Al-Sadd    | Al-Sadd    | 0          |          |           |           |        |        |  |
|  | Al-Rayyan  | Al-Rayyan  | 3          |          |           |           |        |        |  |
|  | Al-Rayyan  | Al-Rayyan  | 3          |          | Al-Rayyan | Al-Rayyan | 0 (2)  |        |  |
|  |            |            |            |          | Al-Rayyan | Al-Rayyan | 0 (2)  |        |  |
|  |            |            | Qatar SC   | Qatar SC | 0 (4)     |           |        |        |  |
|  | Al-Gharafa | Al-Gharafa | Qatar SC   | Qatar SC | 0 (4)     | 1         |        |        |  |
|  | Al-Gharafa | Al-Gharafa |            |          |           |           |        |        |  |
|  | Qatar SC   | Qatar SC   | 2          |          |           |           |        |        |  |

## Dettagli Partite

### Semi-finali
| Doha 28 aprile , 2009                                                          | Al-Sadd   | 0 – 3                                        | Al-Rayyan | Jassim Bin Hamad Stadium |
| \| \| \| \| \| \| Marcatori \| 54’ Amara Diané 57’ Ricardinho 89’ Adel Lamy \| |           |                                              |           |                          |
|                                                                                |           |                                              |           |                          |
|                                                                                | Marcatori | 54’ Amara Diané 57’ Ricardinho 89’ Adel Lamy |           |                          |

| Doha 28 aprile , 2009                                                                                         | Qatar SC  | 2 – 1                   | Al-Gharafa | Jassim Bin Hamad Stadium |
| \| \| \| \| \| Márcio José de Oliveira 14’ Roger Galera Flores 97’ \| Marcatori \| 46’ Clemerson de Araújo \| |           |                         |            |                          |
| |           |                         |            |                          |
| Márcio José de Oliveira 14’ Roger Galera Flores 97’                                                           | Marcatori | 46’ Clemerson de Araújo |            |                          |

### Finale
| Doha 1º maggio, 2009 | Al-Rayyan | 0 – 0 2 - 4 ai rigori | Qatar SC | Jassim Bin Hamad Stadium (8.468 spett.) |